# Sierra Leone
Sierra Leone [sjêra leóne], uradno Republika Sierra Leone, je obmorska država v Zahodni Afriki, ki na zahodu in jugu meji na Atlantski ocean, na severu na Gvinejo ter na jugovzhodu na Liberijo. Ime Sierra Leone je nastalo iz portugalskega imena za pokrajino: Serra Leoa, v dobesednem prevodu »Levja gora.« V 18. stoletju je bila Sierra Leone pomembno središče čezatlantskega trga s sužnji. Podjetje Sierra Leone Company je leta 1792 ustanovilo glavno mesto Freetown kot dom za temnopolte Britance, ki so se bojevali pod britansko zastavo v ameriški vojni za neodvisnost.
Freetown, ki leži na zahodu države, je glavno in hkrati največje mesto ter njeno gospodarsko, trgovinsko in politično središče. Bo, ki se nahaja v južni provinci države, je drugo največje mesto in drugi največji gospodarski in trgovinski center. Država je ustavna republika s 6 milijoni prebivalcev (ocena Združenih narodov za 2011).
Sierra Leone je svojo ekonomsko bazo gradila na področju rudarstva, zlasti diamantov. Država je med največjimi proizvajalci titana in boksita in velika proizvajalka zlata. Država ima eno največjih nahajališč rutila. V Sierri Leone je tudi največje naravno pristanišče na afriški celini, skozi katero poteka ladijski prevoz z vsega sveta, zasidrane v znameniti luki Queen Elizabeth II.
Leta 1808 je mesto Freetown postalo britanska kraljeva kolonija in leta 1896 je notranjost dežele postala britanski protektorat. Kraljeva kolonija in protektorat sta se združila in proglasila neodvisnost leta 1961. Od leta 1991 do 2000 je država trpela zaradi uničujoče državljanske vojne. Da bi končali vojno, so ZN in britanske enote razorožile več kot 17.000 pripadnikov milic in upornikov, v največji akciji ohranjanja miru Združenih narodov v desetletju. Povprečna življenjska doba v Sierri Leone je 38 let za moške in 42 let za ženske.